# Cadillac Series 10
Series 10, Series 20 und Series 30 sind von Januar 1934 bis Herbst 1935 gebaute Modelle des US-amerikanischen Autoherstellers Cadillac mit V8-Motor.
Im Einzelnen standen die Bezeichnungen für:
- Series 10: Ausführungen auf kurzem Radstand (325,1 cm) mit Fisher-Karosserie;
- Series 20: Ausführungen auf mittlerem Radstand (345,4 cm) mit Fisher-Karosserie;
- Series 30: Ausführungen auf langem Radstand (370,8 cm) mit Fleetwood-Karosserie.

## Modellgeschichte
Im Januar 1934 präsentierte Cadillac als Nachfolger des Series 355 die Modelle der Baureihen 10, 20 und 30, wiederum mit V8-Motor.
Diese bildeten die Einstiegsmodelle der Marke; darüber rangierten die V12-Modelle Series 370 bzw. (1935) Series 40 sowie die seltenen Ausführungen mit V16-Motor Series 452 bzw. (1935) Series 60.
Im Vergleich zum Vorgänger besaßen die Modelle der Serien 10/20/30 einen gründlich überarbeiteten, X-förmigen Rahmen und eine neue Vorderachse („knee-action“) mit Schraubenfedern und Teleskopstoßdämpfern, dazu einen Querstabilisator an der Hinterachse. Vom Vorgänger übernommen wurde hingegen der 5,8-Liter-V8, der dank seiner auf 6,25:1 erhöhten Verdichtung nun auf 120 statt 115 PS kam. Neu waren auch die Karosserien mit größeren Fensterflächen und leicht schräg gestelltem Kühler und stärker als zuvor angeschrägten Windschutzscheiben; zudem erhielten die Fisher-Modelle das von diesem Unternehmen entwickelte neuartige „Turret Top“-Ganzstahldach.
Angeboten wurden in der Series 10 6 unterschiedliche Modelle (Coupés, Cabriolets und Limousinen), alle mit einem Radstand von 325,1 cm und mit Karosserien der 1926 von General Motors erworbenen Fisher-Karosseriefabrik. Die Series 20 umfasste 7 verschiedene Modelle (inklusive eines offenen Viertürers) auf einem Radstand von 345,4 cm, deren Hüllen ebenfalls von Fisher stammten. In der Series 30 mit langem Radstand (370,8 cm) bot das Werk rund 40 verschiedene Karosserien an, die sämtlich von der ebenfalls zum Konzern gehörenden Karosserieschmiede Fleetwood geliefert wurden und teils eine flache, überwiegend aber eine V-förmig gepfeilte Windschutzscheibe aufwiesen; die Fleetwood-Karosserien wurden in identischer Form auch für die Cadillac-Modelle mit V12- und V16-Motor verwendet. Die Preisspanne reichte von 2395 Dollar für das zweisitzige Series 10-Coupé bis zu 5595 Dollar für das Town Cabriolet der Serie 30.
Die Modelle 1935 unterschieden sich lediglich in kleinen Details von den Vorjahresausführungen, allerdings wurde der V8 jetzt mit 130 PS angegeben. Das Modellangebot änderte sich ebenfalls kaum, nach einem Jahr Pause nahm das Werk aber wieder eine Langversion mit Sonderaufbauten (Kranken- und Leichenwagen) ins Programm, deren Radstand sich nun auf 160 Zoll (406,4 cm) belief.
In zwei Jahren entstanden von den Serien 10, 20 und 30 in Summe 8318 Stück. Mit dem Modelljahr 1936 wurden die Baureihen durch den Series 60 abgelöst.
| Modelljahr | Hubraum (cm³) | Leistung (PS) | Radstand (cm) | Länge (cm)  | Leergewicht (kg) | Preis (US-$) | Stückzahl    |
| ---------- | ------------- | ------------- | ------------- | ----------- | ---------------- | ------------ | ------------ |
| 1934       | 5786          | 120           | 325,1–370,8   | ca. 523–578 | 2045–2559        | 2395–5595    | 8318 (Summe) |
| 1935       | 5786          | 130           | 325,1–406,4   | 527–578     | 2045–2559        | 2345–5595    | 8318 (Summe) |